# La conjura contra América
La conjura contra América (en inglés, The Plot Against America) es una novela de historia alternativa del escritor estadounidense Philip Roth, publicada en 2004. En ella, Franklin Delano Roosevelt es derrotado en las elecciones presidenciales de 1940 por Charles Lindbergh. Traducida por Jordi Fibla, fue publicada en 2005 por Mondadori. 

## Introducción a la trama
La novela sigue las vicisitudes de la familia Roth durante la presidencia de Lindbergh, conforme se va aceptando más el antisemitismo en la vida estadounidense y las familias de origen judío como los Roth son perseguidos de diversas formas. El narrador y personaje central es el joven Philip, y el cuidado con el que se describen su confusión y su terror hace que la novela trate tanto sobre los misterios de crecer como sobre la política estadounidense. Roth basa su novela en las ideas aislacionistas expuestas por Lindbergh en la vida real como portavoz del comité Estados Unidos Primero (America First Committee) y sus propias experiencias creciendo en Newark, Nueva Jersey. La novela presenta la sección Weequahic de Newark, que incluye el Instituto de Weequahic, en el que se graduó Roth.

## Inspiración de la novela
Roth ha afirmado que la idea de la novela se le ocurrió mientras estaba leyendo la autobiografía de Arthur Schlesinger, en la que éste comenta que algunos de los senadores republicanos más radicales de aquella época querían que Lindbergh se presentara de candidato frente a Roosevelt. El título parece que se tomó de un panfleto comunista publicado en apoyo de la campaña contra la reelección de Burton K. Wheeler al Senado en 1946.
La novela presenta unos Estados Unidos antisemitas en los años 1940. Roth había escrito en sus memorias Los hechos. Autobiografía de un novelista sobre las tensiones raciales y antisemitas que formaron parte de su niñez en Newark. Varias veces en ese libro describe ataques a los niños en su vecindario simplemente porque eran judíos.

## Significado literario y crítica
La novela de Roth fue en general bien recibida. Jonathan Yardley, que en The Washington Post explora el tratamiento que el libro hace de Lindbergh con cierta profundidad, considera el libro «dolorosamente conmovedor» y una «historia genuinamente americana».
La crítica del The New York Times describió el libro como «una novela política terrorífica», «siniestra, vívida, onírica, absurda y, al mismo tiempo, espeluznantemente plausible».
Blake Morrison en The Guardian también ofreció gran alabanza: «La conjura contra América crea su realidad magistralmente, en frases largas y fluidas que te llevan más allá del escepticismo y con un detallismo cotidiano a las imágenes y los sonidos, los sabores y olores, apellidos y motes y marcas, una acumulación de los petits faits vrais, que disuelve cualquier incredulidad residual»."
El escritor Bill Kauffman de The American Conservative, una revista de opinión fundada  en 2002, criticó la descripción de un antisemitismo estadounidense creciente, en particular entre los católicos, y sus retratos de ficción de personajes históricos como Lindbergh, considerando que era «intolerante e injurioso hacia los muertos», así como por su final precipitado, presentando una resolución drástica y extraña de la situación política que recordaba según él a un deus ex machina.
Muchos defensores y críticos del libro al mismo tiempo lo consideraron como una especie de roman à clef por o en contra de la administración Bush y sus políticas, pero aunque Roth se opone a la administración Bush, ha negado semejantes interpretaciones alegóricas de su novela.
En 2005, la novela obtuvo los premios Sidewise de Historia Alternativa y James Fenimore Cooper a la mejor obra de ficción histórica concedido por la Sociedad de Historiadores estadounidense.
La historia alternativa está considerada generalmente como un subgénero de la ciencia ficción; pero el crítico de ciencia ficción John Clute encuentra la novela lamentablemente decepcionante e inadecuada.

## Figuras históricas
Hay una treintena de figuras históricas representadas o mencionadas en La conjura contra América:
- Bernard Baruch (1870-1965), financiero, consejero presidencial de Woodrow Wilson y Roosevelt; bajo Truman fue representante de Estados Unidos en la Comisión de la ONU para la Energía Atómica (UNAEC)
- Louis D. Brandeis
- Padre Coughlin
- Edward J. Flanagan
- Henry Ford
- Leo Frank
- Felix Frankfurter (1882-1965), miembro de la Corte Suprema de Estados Unidos, amigo de Roosevelt
- Hank Greenberg
- William Randolph Hearst
- Adolf Hitler
- J. Edgar Hoover
- Harold L. Ickes (1874-1952) fue secretario del Interior desde 1933 hasta 1946 y director del Public Works Administration
- Fritz Kuhn (1896-1951), líder de la Bund o Federación Germano-Estadounidense, organización nazi
- Robert M. La Follette, Jr. (1895-1953), senador por Wisconsin desde 1925 hasta 1947
- Fiorello LaGuardia
- Herbert H. Lehman
- John L. Lewis (1880-1969), presidente del sindicato United Mine Workers of America (UMW o UMWA) desde 1920 hasta 1960
- Charles Lindbergh
- Anne Morrow Lindbergh (1906-2001), esposa de Charles Lindbergh y también uno de los pioneros de las aviación en Estados Unidos
- Henry Morgenthau (hijo)
- Vincent Murphy (1893-1976), político demócrata de Nueva Jersey, fue alcalde de Newark (1941-49) y candidato a gobernador de Nueva Jersey en 1943,
- Gerald P. Nye (1892-1971), político republicano, senador por Dakota del Norte (1925-45), partidario de la política de aislamiento durante la SGM
- Westbrook Pegler (1984-1969), periodista y escritor, famoso columnista en los años 1930 y 1940 por su oposición a los sindicatos y al New Deal
- Joachim Prinz (1902-1988), rabino alemán, después de emigrar se convirtió en un líder judío en Estados Unidos, vicepresidente del Congreso Mundial Judío, activo miembro de la Organización Sionista Mundial y participante de la Marcha sobre Washington por el trabajo y la libertad de 1963
- Joachim von Ribbentrop
- Franklin Delano Roosevelt
- Leverett Saltonstall (1892-1979), político republicano, gobernador de Massachusetts (1939–45) y senador (1945–1967)
- Gerald L. K. Smith (1898-1976), sacerdote protestante de los Discípulos de Cristo (Iglesia cristiana) y político antisemita, líder del movimiento Share Our Wealth y de la organización antijudía Cruzada Cristiana Nacionalista, fundador en 1944 del America First Party que lo promovió como candidato en las elecciones presidenciales de Estados Unidos de ese año
- Dorothy Thompson (1893-1961), periodista antinazi, fue declarada por la revista Time, junto con Eleanor Roosevelt, una de las dos mujeres más influyentes de Estados Unidos en 1939
- Burton K. Wheeler (1882-1975), político demócrata, senador por Montana desde 1923 hasta 1947
- David T. Wilentz (1894-1988), fiscal general de Nueva Jersey que incriminó exitosamente del secuestro y asesinato del hijo de Charles Lindbergh a Bruno Hauptmann, quien fue electrocutado. La condena ha sido puesta en tela de juicio
- Wendell Willkie (1892-1944), abogado corporativo, fue el ganador sorpresa en la Convención del Partido Republicano de los Estados Unidos de 1940, perdió las elecciones presidenciales ante Roosevelt, del que más tarde se convirtió en aliado
- Walter Winchell
- Abner Longy Zwilman (1904-1959), gánster conocido como el Al Capone de Nueva Jersey

## Adaptación televisiva
The Plot Against America (La conjura contra América) es una miniserie de televisión de drama histórico e historia alternativa creada por David Simon y Ed Burns, basada en la novela homónima de Philip Roth. Fue estrenada en HBO el 16 de marzo de 2020.